# Erica erinus
Erica erinus là một loài thực vật có hoa trong họ Thạch nam. Loài này được (Klotzsch ex Benth.) E.G.H.Oliv. mô tả khoa học đầu tiên năm 2000.